# Huawei IDEOS S7 Slim
IDEOS S7 Slim — планшетный компьютер компании Huawei, дальнейшее развитие линейки S7.
Он предоставляет все возможности для игр, просмотра фото- и видеоконтента, чтения электронных книг, прослушивания музыки, интернет-сёрфинга, просмотра электронной почты, совершения телефонных и видеозвонков и использования навигации.

## Презентация
Устройство было анонсировано за неделю до начала Mobile World Congress 2011. В России девайс стал официально распространяться с октября 2011 года.

## Аппаратное обеспечение
Планшет с тремя сенсорными кнопками, проприетарным интерфейсным разъёмом и магнитным креплением для док-станции. Система построена на одноядерном 32-битном RISC-процессоре Qualcomm Snapdragon QSD8250 (S1) частотой 1 ГГц (поддерживаемые инструкции — ARMv7). За графическое ускорение отвечает чип Adreno 200. 

Производительность в некоторых тестах:
| Benchmark               | Результат                                     |
| ----------------------- | --------------------------------------------- |
| BogoMIPS                | 664.53                                        |
| Smartbench 2010         | 800 (Productivity Index) / 1123 (Games Index) |
| Phone Speed Tester 1.1  | 929                                           |
| Quadrant Advanced 2.0   | 1214                                          |
| Linpack 1.2.3           | 31.445 MFlops / 2.67 sec                      |
| GLBenchmark 1.1.3       | 19531 (Integer) / 3072 (Float)                |
| NemaMark 1.8            | 21.9 fps                                      |
| NemaMark 2.2            | 8.4                                           |
| AnTuTu 2.7.2            | 2716                                          |
| AnTuTu 2.7.3            | 2651                                          |
| GLBenchmark 2.1.2 Egypt | 4.8 fps (High) / 8.5 (Standart)               |
| GLBenchmark 2.1.2 Pro   | 2.8 fps (High) / 5.1 (Standart)               |

Основная камера способна создавать фотоснимки максимального разрешения 2048×1536 пикселей и видео-записи 800×480@27 fps. Используя фронтальную камеру можно осуществлять видеозвонки. 

Экран выполнен по TFT технологии, имеет разрешение 480 × 800 точек при величине плотности пикселей на дюйм равной 133 ppi. За функции мультитача в планшете отвечает чип ClearPad™ 7010 от компании Synaptics, обеспечивающий обработку 4 касаний одновременно.

## Программное обеспечение
Операционной системой является Android 2.2 FroYo, хотя ходили слухи, что планшет будет иметь новую версию — 2.3 Gingerbread, этого не произошло. Производителем на планшет установлена оболочка, предоставляющая дополнительные возможности. 

Силами энтузиастов для планшета доступны версии Android 2.2.3, 2.3.7, 4.0.1, 4.1.2  и скоро будет 4.2.
Видео операционной системы 4.0 доступно здесь https://www.youtube.com/watch?v=FYs5KY8erA4&feature=plcp

## Конкуренты
- Prestigio Multipad PMP7070C
- ViewSonic ViewPad 7
- МегаФон V9+
- Fly IQ300 Vision

## Интересные факты
С гаджета возможно совершать звонки в сетях GSM. Производитель выпустил также CDMA версию планшета. 

Гаджет может подзаряжаться через встроенный microUSB-порт. 

Будет поставляться потребителям только в максимальной комплектации, включающей в себя, кроме самого устройства, аккумуляторную батарею, зарядное устройство (5.0 В, 2.0 А), USB-кабель, руководство пользователя и гарантийный талон. 

По версии Hi-Tech@Mail.Ru планшет Huawei IDEOS S7 Slim отмечен в числе десяти выдающихся в своем классе высокотехнологических продуктов на 2011 год. 

Были объявлены цены на новый планшет в Индии, Филиппинах, Великобритании, США и других странах. 

На конец марта 2012 года в России цена устройства в интернет-магазинах составляла 10 тысяч руб.